# Arrondissement de Ruremonde
L'arrondissement de Ruremonde est une ancienne subdivision administrative française du département de la Meuse-Inférieure créée le 17 février 1800 et supprimée le 11 avril 1814.

## Composition
Il comprenait les cantons de Brée, Hamont-Achel, Maaseik, Nederkruchten, Ruremonde, Venlo et Weert.